# Champsodon snyderi
Champsodon snyderi är en fiskart som beskrevs av Franz, 1910. Champsodon snyderi ingår i släktet Champsodon och familjen Champsodontidae. Inga underarter finns listade i Catalogue of Life.